# オスターホルツ＝シャルムベック
オスターホルツ＝シャルムベック (ドイツ語: Osterholz-Scharmbeck, 低地ドイツ語: Oosterholt-Scharmbeek) は、ドイツ連邦共和国ニーダーザクセン州オスターホルツ郡の郡庁所在地である。人口30,256人のこの街は、オスターホルツ郡で唯一の市である。本市は1927年にそれまで独立した自治体であったオスターホルツとシャルムベックが合併して成立した。この町はその2年後に市に昇格した。

## 地理

### 位置

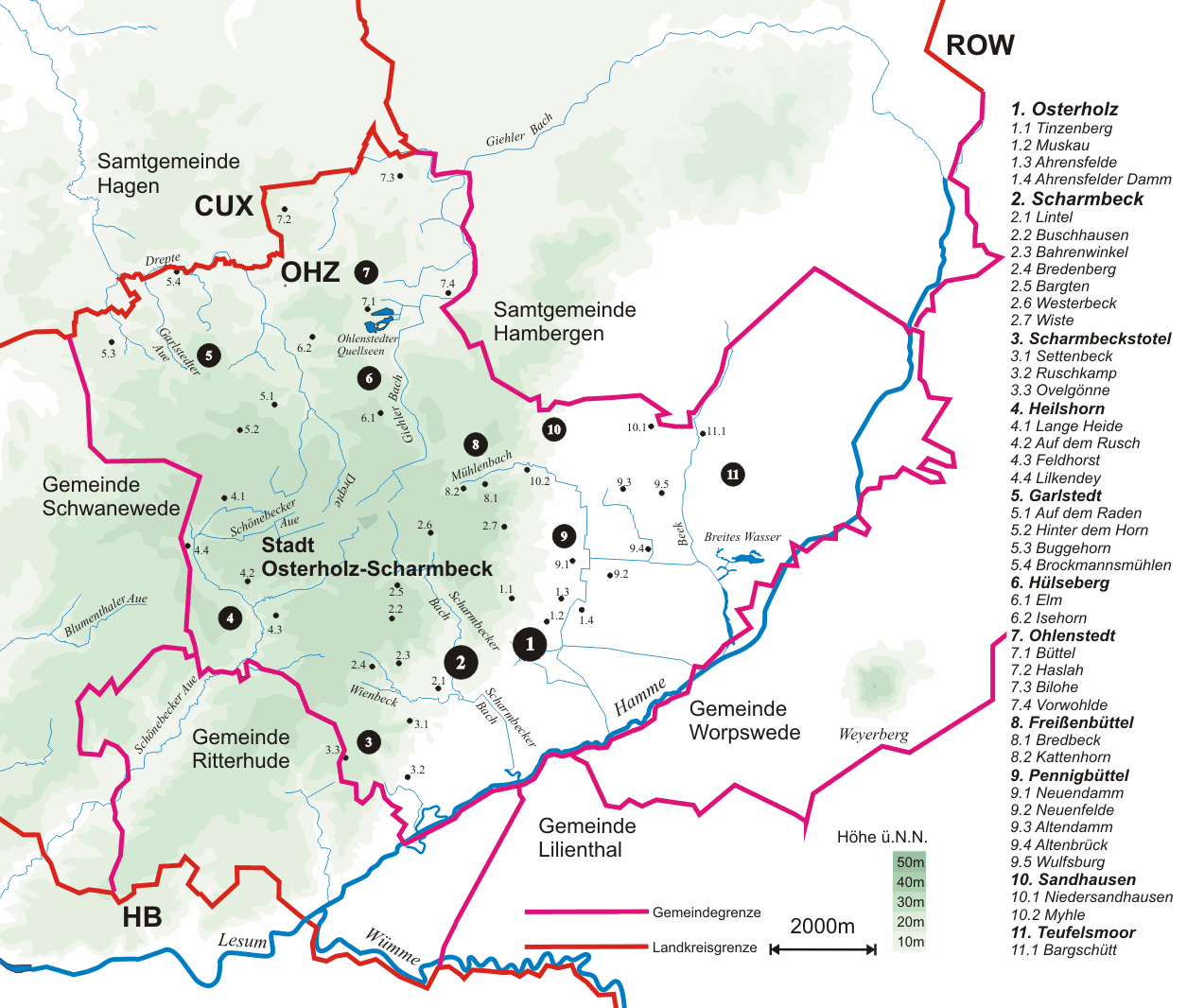
オスターホルツ＝シャルムベック地形図

オスターホルツ＝シャルムベックは、ブレーメンの北北東約 22 km の北ドイツ低地に位置している。近くを流れるハンメ川とはオスターホルツ港運河で結ばれている。ハンメ＝オステ運河を介してエルベ川と結ばれているが、現在は航行できない。街の東部にはヴォルプスヴェーデ芸術家村があるトイフェルスモーア（泥湿地）が広がっている。

### 市の構成
オスターホルツ＝シャルムベック市は、中核市区と9つの地区で構成されている。
| - フライセンビュッテル - ガルルシュテット - ハイルスホルン | - ヒュルゼベルク - オーレンシュテット - ペニヒビュッテル | - ザントハウゼン - シャルムベックストーテル - トイフェルスモーア |

この他に行政上の構成には現れない小さな集落が多くある。

## 地理
オスターホルツ＝シャルムベック市の市域の地形は、エンドモレーンのヴェーザーミュンダー・ゲースト（その南部はオスターホルツァー・ゲーストとも呼ばれる）からトイフェルスモーアへの移行部にあたる。この2つの地形は、北ドイツ低地を形成したザーレ氷期の氷河の一部であった。
ゲーストの丘陵は、市域西部のランゲン・ハイデから隆起しており、高さは海抜 48 m である。ランゲン・ハイデは、ハンメ川をはじめ、ドレプテ川、シャルムベッカー・バッハ川、ヴィーンベック川、シェーネベッカー・アウエ川といった小川の水源地である。ゲーストの丘陵は東向きに下がって行き、海抜 4 m の中核市街に至る。市域東部には、ハンメ川の氷河渓谷によって形成されたトイフェルスモーアが位置している。この地域には、ブライテス・ヴァッサー自然保護区やトルフカナルおよびラントモーレ自然保護区といった自然保護区が存在する。

### 隣接する市町村
本市は、北はリュッバーシュテットおよびハムベルゲン、北東はフォラーゾーデ、東はヴォルプスヴェーデ、南はリリエンタール、南西はリッターフーデ、西はシュヴァーネヴェーデ、北西はハーゲン・イム・ブレーミシェンと境を接している。

## 歴史

### 市の成り立ち
オスターホルツ＝シャルムベック市は、オスターホルツとシャルムベックが1927年に合併して成立した。1862年に鉄道ブレーメン - ゲーステンドルフ（ブレーマーハーフェン）線が建設され、駅を命名する際に、オスターホルツとシャルムベックの2つのフレッケンの名前を続ける現在の表記で初めて記述された。多くの工場（タバコ工場、鋳鉄所、造船所、デンプン工場）が設立され、経済はかなり上向いた。1911年にはさらに重要な交通路であるブレーマーフェルデ - オスターホルツ鉄道 (BOE) が開通した。しかし、オスターホルツとシャルムベックは何十年も独立したままであった。1927年5月24日、プロイセンのシュターデ県は、オスターホルツとシャルムベック、さらにアーレンスフェルデ、バルクテン、ザントベッカーブルーフを統合し、大きなフレッケン、オスターホルツ＝シャルムベック市を形成した。オスターホルツ＝シャルムベックは1929年にプロイセン内務省によって都市権を授けられた。

### 最初の入植

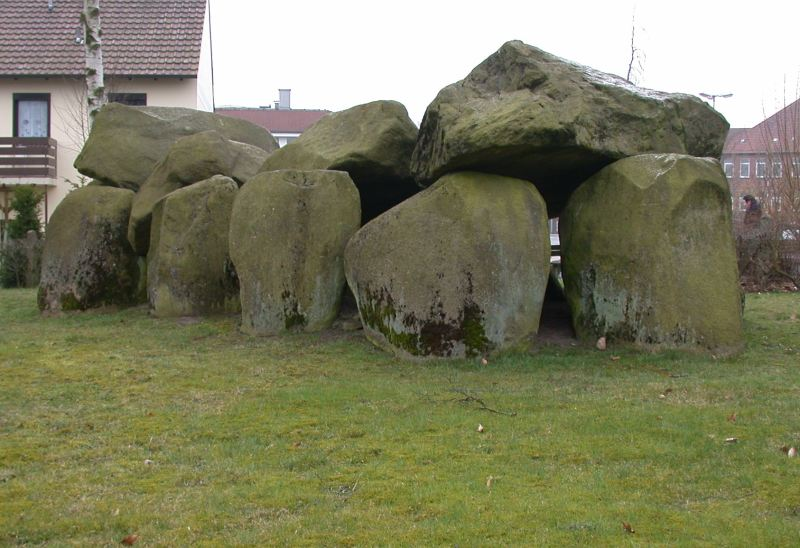
オスターホルツの巨石墓「ヒューネンシュタイン」

この地域の入植の歴史は新石器時代にまで遡る。紀元前1万年頃には、猟師、食物採集者、漁師がオスターホルツァー・ゲーストやそれに隣接する泥湿地を渉猟していた。その存在は、たとえばオスターホルツ博物館に展示されているような刃物や鏃など数多くの出土品によって証明されている。数多くの発掘調査により原始的な農耕の痕跡（たとえば斧など）が発見されており、こうした太古にゲーストを訪れた者の一部が定住していたことが証明された。
集落の存在の明らかな証拠が、紀元前2000年頃に造られた巨石墓で、現在の町の中心部であるオスターホルツァー通り沿いに印象的な石の墓が遺されている。このヒューネングラープあるいはヒューネンシュタインと呼ばれる保存状態の良い石室は、約5,000年前のものと推定されている。
こうした巨石墓は、たとえば現在のガルルシュテット地区に見られるような墳墓の登場によって、青銅器時代には姿を消した。そうした墳墓からの最も重要な出土品がガルルシュテッター・ルーレである。1830年に道路工事の際に発見されたこのゲルマン人の管楽器の破片は、当時この種の楽器が発見された南限を示すものであった。

### シャルムベック
シャルムベックの最初の文献記録は、ブレーメン大司教アーダルブラントがこの集落に足を踏み入れた1043年に遡る（Scirnbeci と表記）。おそらくこの頃から現在のマルクト広場に建つ聖ヴィレハーディ教会の基礎が創られた。1233年にこの集落は Sandbeck と記載されている。どちらの名称も、シャルムベックとオスターホルツを流れる、ハンメ川支流の小川シャルムベッカー・バッハ川にちなんだものである。
その後数世紀、この川はシャルムベック集落にとって経済的重要性を担っていた。この集落は1581年から、北ドイツ地方で最初の大規模な織布の町の1つとなり、その製品は軍隊やブレーメンの市場に供給された。シャルムベック織布ツンフトは1903年まで存在し、小川沿いには縮絨水車として用いられた数多くの水車が建ち並んでいた。現在市内には稼働可能な水車が1基遺されている。これは聖ヴィレハーディ教会裏の12世紀に造られた貯水池に立てられた穀物水車であった。ブレーマーハーフェンのゲーステンドルフ集落が変容するまで、シャルムベックは、ブレーメンとクックスハーフェンとの間に位置する最も重要な商工業集落であった。特に1748年に廃止されたシャルムベックの家畜市場は地域を超えて重要であった。

### オスターホルツ

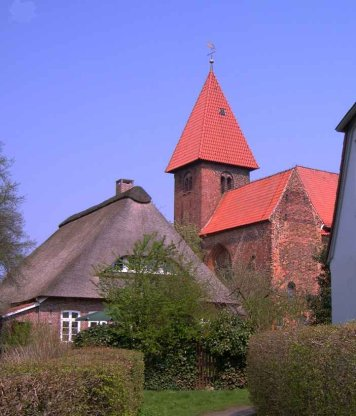
旧オスターホルツ修道院教会

この集落は、1182年にハンブルク＝ブレーメン大司教ジークフリート1世によってオスターホルツ修道院が設立されたことに由来して「オスターホルツ」と命名された。この修道院のバシリカは現存している。フレッケン・オスターホルツは発展し、地域行政の中心地（アムト・オスターホルツ）に昇格した。このアムトは1885年からアムト・リリエンタールと合併して、オスターホルツ郡が形成された。この他の歴史はすぐ隣に位置するシャルムベックと軌を一にしている。両村ともに三十年戦争の終わりまではブレーメン大司教区に属していた。

### 国家社会主義下のオスターホルツ＝シャルムベック
NSDAP のオスターホルツ＝シャルムベック支部は1930年3月1日に結成された。フランツ・グレルが初代支部長であった。最初の集会は3月20日にホテル・チボリで開催された。1931年から1933年までヨハン・ゲオルク・アルフマンが支部長を務め、1933年からヨハン・グロテーアーが引き継いだ。1938年11月9日から10日にかけてのユダヤ人排斥運動（水晶の夜）により町のシナゴーグが破壊された。建物自体はそのまま遺され、1939年10月から防空学校として利用された。突撃隊員たちはさらにユダヤ人墓地も毀損し、墓石を破壊した。
オスターホルツ郡に残っていたユダヤ人の日常生活は制約が増していった。外出、買い物、交通が制限され、運転免許証が停止され、本が没収された。さらに彼らは「水晶の夜」の被害を自ら補わなければならず、その商店がユダヤ人の所有であれば閉店もしくは「アーリア化」することを強いられた。移住に失敗したり、その機会がなかったユダヤ系の人々はブレーメンに移送され、そこで「ユーデンホイゼルン」（直訳: ユダヤの家々）と呼ばれる狭い地域に押し込まれた。「郡内に残っていた少数のユダヤ人は、おそらく、ブレーメンのユダヤ人とともに、1941年11月18日にミンスクのゲットーへ、あるいは1943年1月にテレージエンシュタットのゲットーへ移送され、そこで命を落とした。ただ1人ヴィルヘルム・アーロンだけがゲットー・テレジエンシュタットの恐怖を生き延び、戦後オスターホルツ＝シャルムベックに帰還した。」
ナチの追求に関する国際センター「アーロルゼン・アーカイブ」には、1939年9月3日から1945年5月8日までにオスターホルツ郡に移送され、シャルムベック墓地に埋葬された強制労働者のリストがある。このリストは1950年にオスターホルツ＝シャルムベックの様々な役所によって作成された。リストには子供も2人記載されている。

### 町村合併
州長官の命令により、1936年にブッシュハウゼン、リンテル、ヴェスターベックと、ヒュルゼベルクの一部が合併した。
1973年6月13日のニーダーザクセン州議会で市町村再編が決議され、1974年3月1日にガルルシュテット、ハイルスホルン、ヒュルハウゼン、オーレンシュテット、ペニヒビュッテル、ザントハウゼン、シャルムベックストーテル、トイフェルスモーア、およびフライセンビュッテルの大部分がオスターホルツ＝シャルムベック市に編入された。

### 市の発展
1978年10月17日に、ガルルシュテットのルキウス D. クレイ兵舎が開所され、アメリカ軍第75旅団の前衛部隊である第2装甲師団「ヘル・オン・ホイールス」がテキサスから駐留を開始したことで、7,500人のアメリカ人（兵士4,083人、民間人2,500人）がこの街で暮らすこととなった。2,500人の民間人（後に4,000人にまで増加）と、家族を伴っておりガルルシュテットの兵舎ではなく街の中心部に住むことになった一部兵士のため、住宅地とインフラの整備が行われた。クェート紛争（湾岸戦争）で、アメリカ軍兵士の大部分は湾岸地域に移動した。この戦争終了後、1993年10月1日にこの兵舎はアメリカ軍からドイツ連邦軍に移譲され、それ以後軍事学校として利用されている。
市は、アム・ホーエンベルク、モーツァルト通り、ドロッセル通りの、かつてアメリカ人が住んでいた96棟の住居を合計金額1250万ドイツマルクで購入した。市は他の住居と合わせて約220棟の住居（通常は多層階のブロックである）を所有することとなった。これはアメリカ人が所有していた物件の半分にあたり、賃貸不動産市場緩和の一助となった。急速な発展により、安価な住宅地に社会的弱者で形成される住民グループ集中し、社会問題の発生を助長している。
大きなアメリカン・スクールは新しい統合型総合学校 (IGS) に改組された。市の人口は、主に住宅地の新設によって約3万人を超えた。

### 人口推移

オスターホルツ＝シャルムベックの人口推移

## 住民

### 宗教

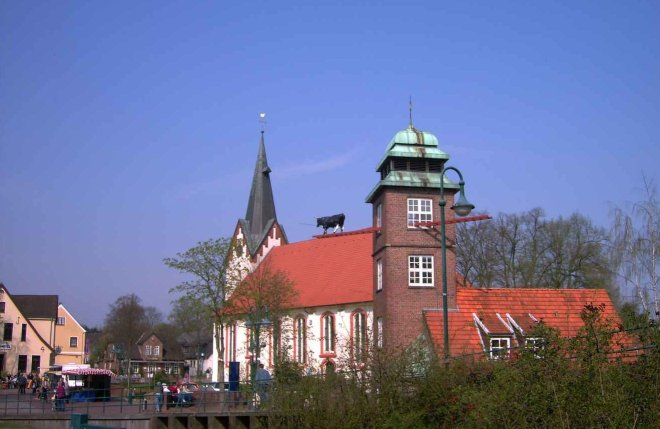
聖ヴィレハーディ教会とシュラウフ塔

オスターホルツ＝シャルムベックの信仰でつながった住民の多くは、福音主義ルター派ハノーファー地方教会に属している。本市は2つの教会組織の、2つの歴史的教会堂がある。聖ヴィレハーディ教会（シャルムベック）と聖マリエン教会（オスターホルツ、修道院教会）である。ローマ＝カトリックの信者は聖家族教会区に属している。これらの他にその他のキリスト教グループや自由教会がある。たとえば、バプテスト教団、2つの兄弟団、新使徒教会などである。ユダヤ教のグループも存在する。バーンホーフ通りの老朽化したかつてのシナゴーグが取り壊された後、2004年に設置された記念板や小さなユダヤ人墓地が、ナチ時代に殺害されたり追放されたりしたユダヤ系住民について物語っている。バーンホーフ通りの取り壊されたシナゴーグの近くのもう一つの記念碑は、何本かの柱と石の台で構成されている。この記念碑は2006年11月に公式に披露された。除幕式の直前、2006年11月7日に放火テロがあり、カバーシートが損傷した。

## 行政

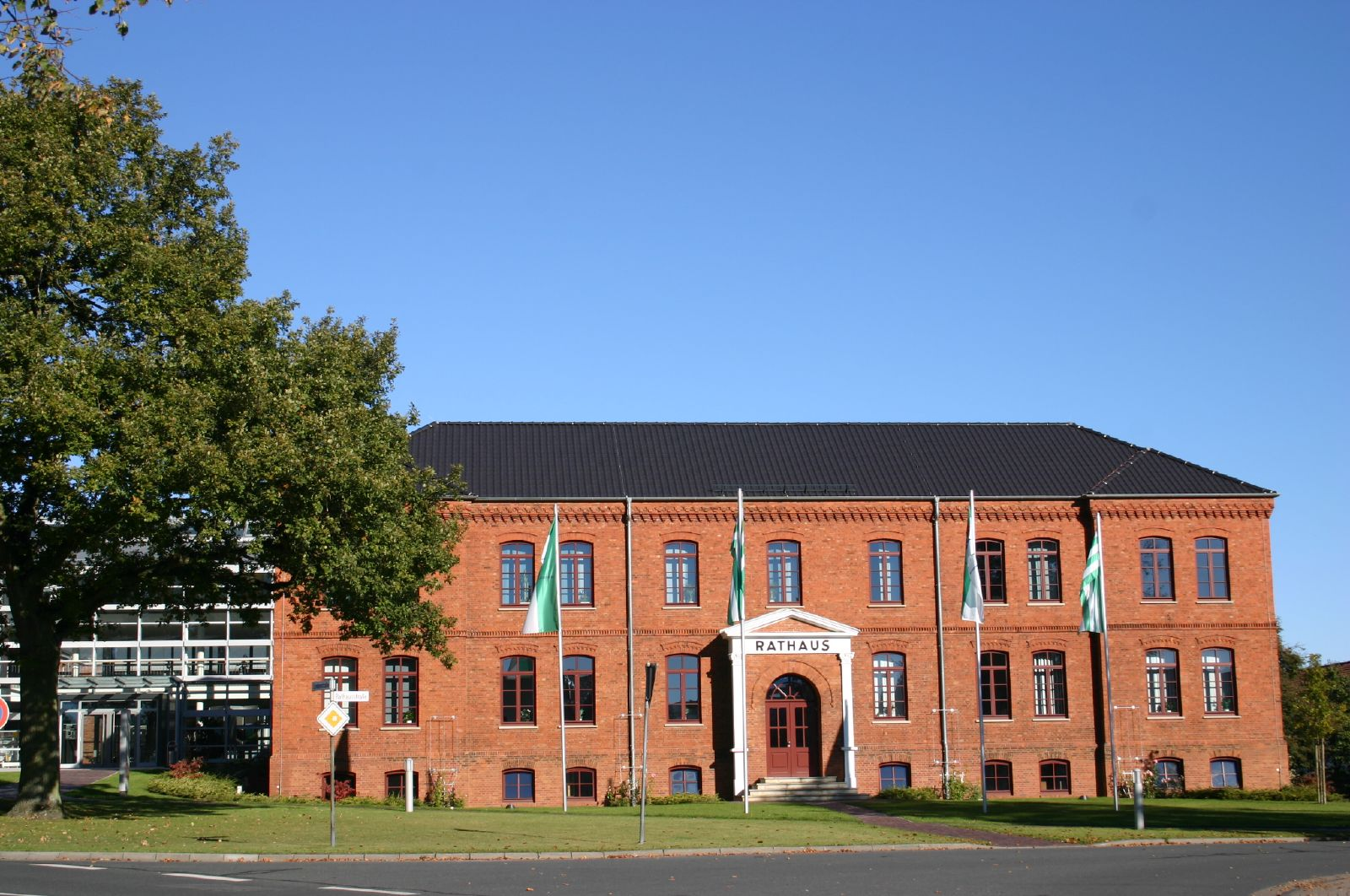
オスターホルツ＝シャルムベック市庁舎

### 議会
オスターホルツ＝シャルムベックの市議会は38議席で構成されている。これは、人口30,001人から40,000人の都市の市議会の議員定数である。38人の市議会議員は5年ごとに改選される。
この他に市長も市議会において投票権を有している。

### 首長
オスターホルツ＝シャルムベック市の市長は、トルステン・ローデ（無所属）である。彼は、2014年5月25日の選挙で 59.02 % の票を獲得して市長に選出された。対立候補はヴェルナー・シャウアー (SPD) であった。この選挙の投票率は 48.12 % であった。ローデは2014年11月1日に市長に就任し、前任者で立候補しなかったマルティン・ヴァーゲナー (SPD) は職を譲った。

### 紋章
オスターホルツ＝シャルムベック市の紋章は、プロイセン内務省の条例で1930年2月12日から用いられている。
図柄: 基部は緑色で、その中を銀色（白）の波帯が貫いている。その上の主部は青地で、金色（黄色）の角、舌、爪をもつ銀（白）の雄牛。雄牛は金（黄色）の鎖で金（黄色）の杭につながれている。その上に宙に浮いた三角形に配置された3本の杼。サポーターとして、2頭の直立した金（黄色）の爪を持つ銀色（白）の馬が配されている。馬は金（黄色）と黒の台座の上に立っている。クレストには5本の塔を持つ赤い城壁冠を戴いている。
基本条例には正確な紋章記述が記されている。
紋章の中央には杭につながれた雄牛が描かれている。これは、地域を超えて重要であった年に1度のこの町の家畜市を表している。この市場は現在もシャルムベックの秋の市として開催されている。（この動物の歴史的重要性をたたえるためにオスターホルツ＝シャルムベック市は2000年夏に「雄牛は解き放たれた」というモットーの下でアートイベントが開催された。市の全域に、クリエイティブな装飾がなされたほぼ等身大の合成樹脂製のウシが設置された。最も雨ざらしにされたウシは、2008年現在もシャルムベックのマルクト広場の古いシュラウフ塔の前に設置されている。）
3本の杼はシャルムベックの織布ツンフトを示している。三角形の配置は労苦を表している。配色も重要である。青と金色は（リリエンタールの紋章と同様）1648年から1715年までのスウェーデン統治時代を意味している。青はグート・ザントベックがあるザントベック集落の紋章の色でもある。緑地（緑は希望を意味する）に銀の帯はシャルムベックの織布ツンフトにとって重要であったシャルムベッカー・バッハ川を象徴している。

### 姉妹都市
- グリンメン（ドイツ語版、英語版）（ドイツ、メクレンブルク＝フォアポンメルン州）1990年3月27日[14]

オスターホルツ＝シャルムベック市は、ニーダーザクセン/ブレーメン自治体連合に属している。

## 文化と見所

### 演劇と音楽

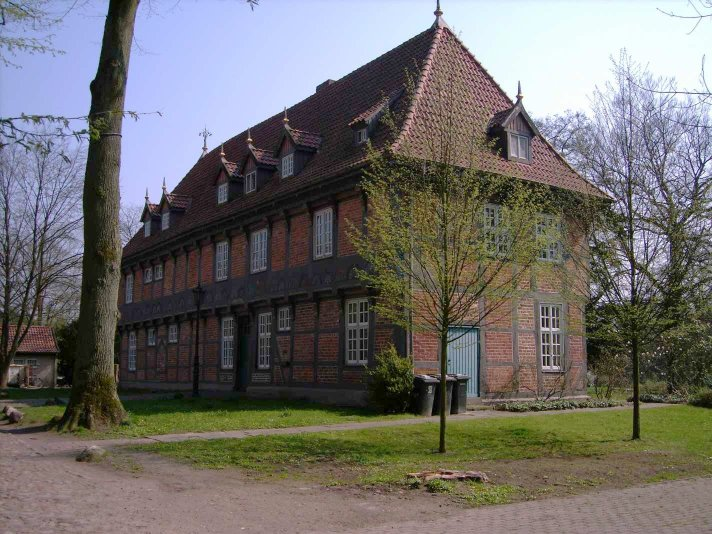
グート・ザントベック

1980年代に主館周辺が修復されたグート・ザントベックは現在、文化センターとして利用されている。プログラムはクラシック音楽のコンサートやオスターホルツ芸術協会のイベントから、低地ドイツ語プログラムで知られる「シャルムベッカー・シュペールデール」の公演まで多彩である。
現在のオスターホルツ＝シャルムベック駅近くに位置するクラインバーンホーフ文化センター e.V. (Kuz) は、若い観客を対象とした入れ替えプログラムを企画している。元々歴史的な駅舎であったこの建物は、ヴォルプスヴェーデの芸術家ハインリヒ・フォーゲラーによって設計されたものである。

### 博物館
かつてのベネディクト会女子修道院の事務棟の敷地にオスターホルツ郡文化財団の博物館が存在する。6棟の歴史的建造物の中に郷土博物館、参加型博物館、北ドイツ鳥類博物館、航行と泥炭採掘の博物館が入居している。オスターホルツ＝シャルムベックの博物館の歴史は、1929年の「オスターホルツ郷土・博物館協会」の設立によって始まった。この協会は1960年からフィンドルフハウス内で展示を行った。1976年に郡がこれを引き継ぎ、1999年から「オスターホルツ郡文化財団」が郷土史および自然文化にかかわる文物をかなり充実させた。

### 建築とその他の見所

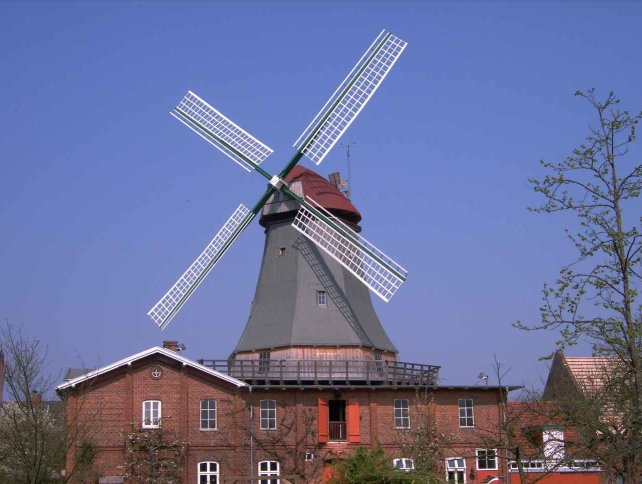
レンの風車

歴史的な教会である聖ヴィレハーディ教会と聖マリエン教会、およびグート・ザントベックに加えて、レンの風車が建造文化財として挙げられる。回廊を持つ3階建てのこのオランダ式風車は、この街の象徴的建造物とされている。この風車は1795年に建造された。市内の最も高い場所の1つであるこの風車は、遠くからも望むことができる。内部にはこの街の気象データを観測するオスターホルツ生物学ステーション e.V. (BIOS) が入居している。この他に、風車はオスターホルツ地区（ただし回転翼はない）やザントハウゼン＝マイーレ地区にもある。
聖ヴィレハーディ教会裏の水車は、シャルムベッカー・バッハ川に現存する唯一の水車である。シャルムベックストーテル集落には、1620年にその存在が証明され、現在も稼働可能なルシュカンプの水車がある。
地形上特に魅力的なのがオスターホルツァー・ハンメヴィーゼン（オスターホルツのハンメ川河畔の草地）である。この湿原地域は、オスターホルツの旧修道院施設の裏にまで達しており、隣接するトイフェルスモーアに移行して行く。広い範囲が保護区に指定されており、他の鳥類と並んで、数多くのシュバシコウのつがいが観察されている。ハイルスホルン地区とガルルシュテット地区との間に位置する森林地区「エルム」と「シュミッツ・キーフェルン」には様々な形態の墳墓があり、オスターホルツ＝シャルムベックの中心部にある巨石墓とともに、この地域に先史時代に集落があったことを証明している。ドロプテ川沿い、ゴルフ場の北側に、ブロックマンスミューレがある。これは14世紀の水車を備えた農場施設の1つである。
2005年に1本の通りがクルト・アルブレヒトにちなんで命名された。彼は海軍の逃亡水兵として1945年4月28日にオスターホルツ＝シャルムベックで処刑された人物である。これは逃亡兵にちなんで通りが命名されたドイツで最初の例である。
ブレートベック青年教育センターでは、様々な分野のセミナーや催しが開催されている。小さな森の中にある主館の前には、野外劇場、池、スポーツ広場がある。
水浴は、オーレンシュテット集落の広い浜を有するオーレンシュテッター・クヴェルゼーン（3つの小さな湖からなる）や、市中心部に位置するアルヴェッターバート（全天候型プール）で楽しむことができる。
2005年11月に完成した市立ホールは1,100人までの大きなイベントが開催できる。催し物は、音楽、コメディ、キャバレー、芸術イベントから、メッセ、政治集会、（個人的な者も含め）祝典や舞踏会まで多岐にわたる。

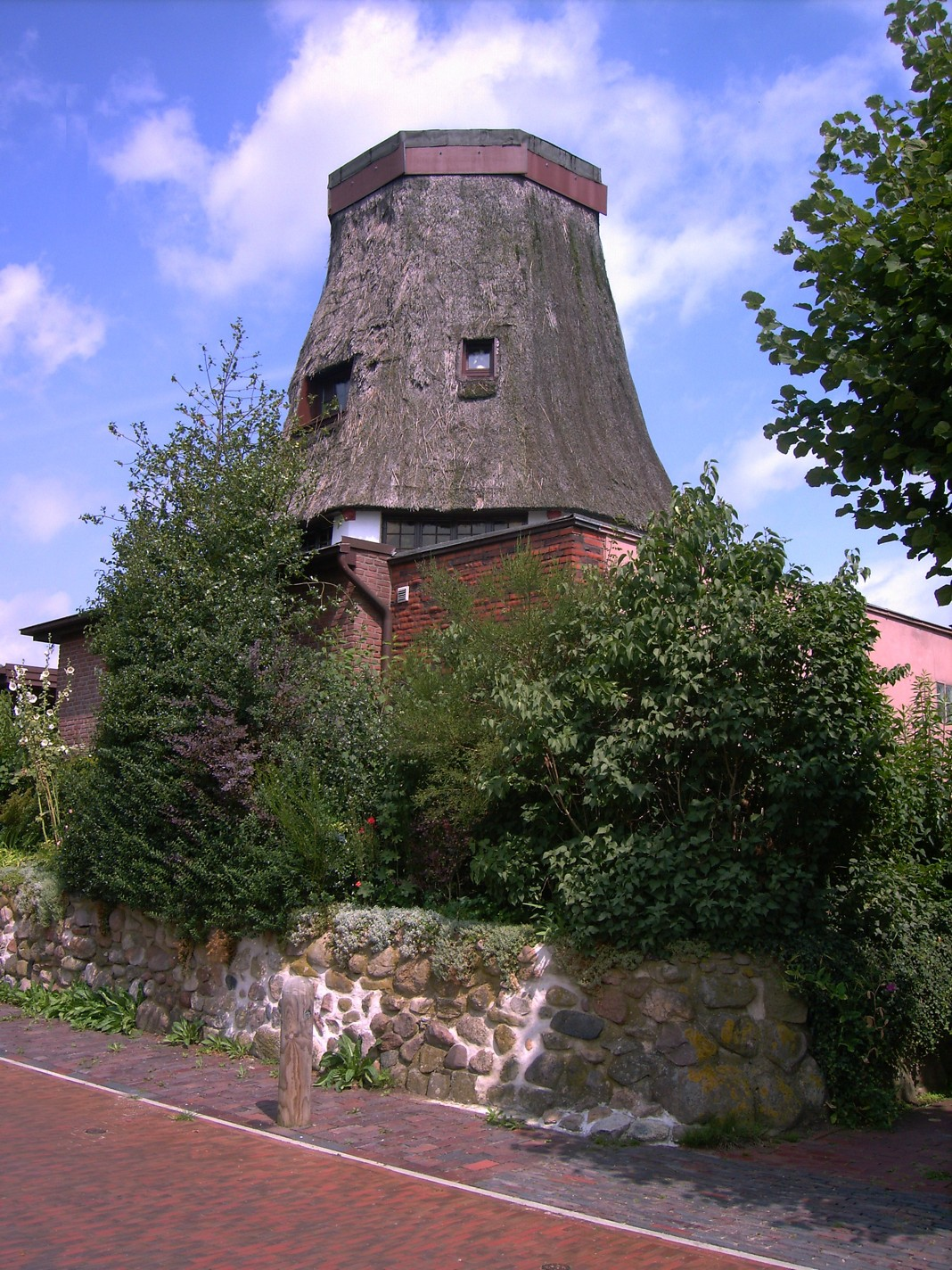
オスターホルツの風車
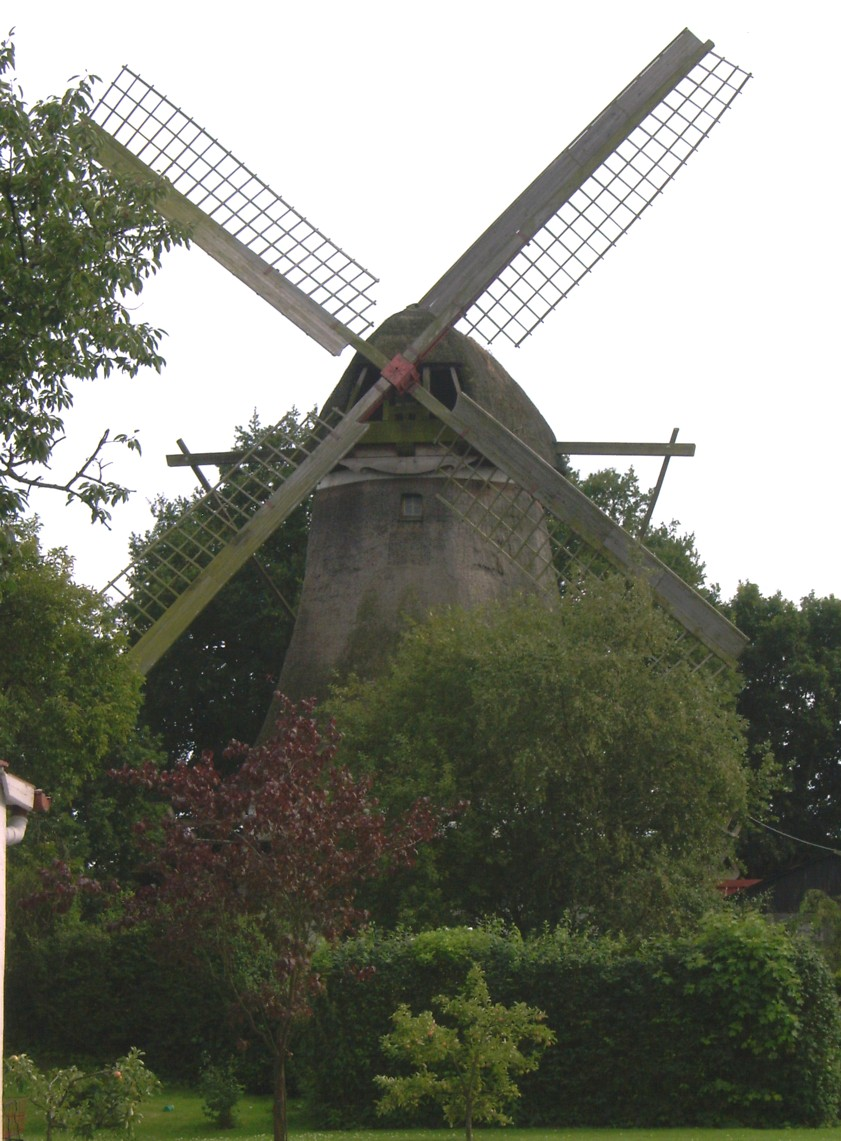
ザントハウゼンの風車
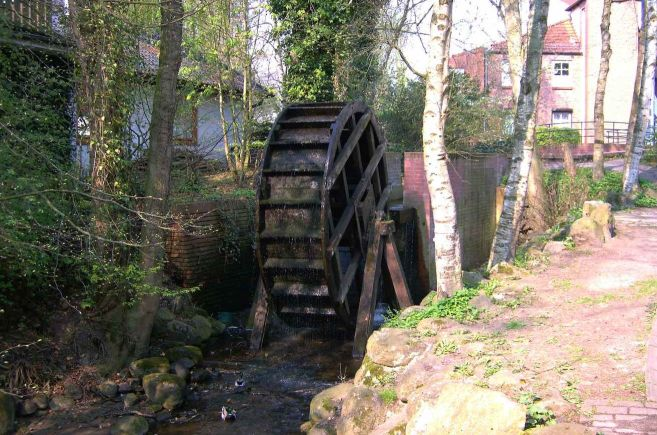
シャルムベックの水車
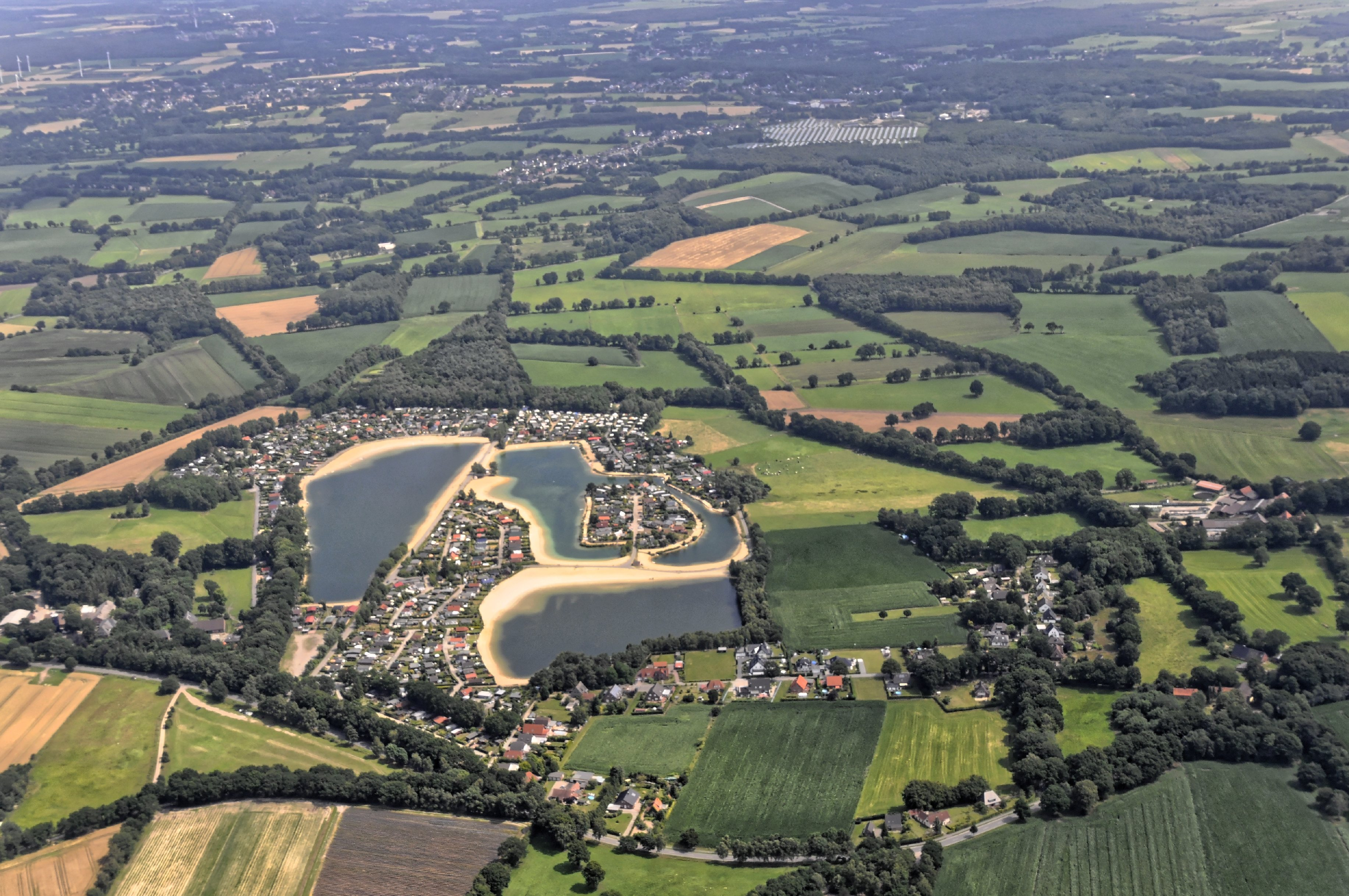
オーレンシュテッター・クヴェルゼーン

### 公園と動物園
- シャルムベック市立公園。リンデン通りとシャルムベッカー・バッハ川のフェーゼンフェルト・ダムとの間にある。
- クロスターホルツ。駅とティンツェンベルクとの間の市中心部にあるブナの木が豊かな広葉樹林。
- オスターホルツ市立公園。バーンホーフ通り。
- ルートヴィヒスルスト動物園。ガルルシュテッター・キルヒヴェーク（バルクテン）。約60種の動物を飼育する[18]。

### 展望ポイント
オスターホルツのハンメヴィーゼの観光価値を高めるため、1995年から2009年に実施された GR-プロジェクト・ハンメニーデルングに従い、風景をよりよく望める場所にいくつかの展望塔が建設された。オスターホルツ＝シャルムベック近郊の3つの建築作品は、トイフェルスモーアの展望としてニーダーザクセン建築賞 BDA を受賞した。
- 高さ 9.4 m のポストヴィーゼン展望塔 (北緯53度13分55秒 東経8度50分36秒 / 北緯53.23196度 東経8.84341度) は、街の東約 2.5 km のノイエンフェルダー・ダムの近くにある[19]。この塔は2008年に鋼鉄で建設され、2009年1月23日に完成した。この塔は、その形態から「ヒンメルストレッペ」（直訳: 天空の階段）とも呼ばれる。まっすぐな階段が、屋根のある高さ 6.3 m の第二展望台まで、さらに高さ 8.3 m の上層展望台まで伸びている。上層展望台からはポストヴィーゼンの良好な眺望が広がる[20]。
- 高さ約 11 m のリンテラー・ヴァイデン展望塔 (北緯53度11分58秒 東経8度48分08秒 / 北緯53.19951度 東経8.80215度) は、街の南約 2 km の、ハンメ川の古い川筋であるリンテラー・アルトアーム近くにある。この塔は2011年に、天に向かって伸びる鋼鉄製の螺旋階段の周りにカラマツの幹を配して造られた。展望台は高さ 8.6 m の位置にあり、シャルムベッカー・バッハ川の河口や古い川筋、ハンメ低地の良好な眺望を望むことができる。この塔は、その形態から「ヴァイデンコルプ」（直訳: 柳の籠）とも呼ばれる[21]。
- 観察小屋「ブリックボックス」 (北緯53度13分26秒 東経8度51分59秒 / 北緯53.22400度 東経8.86625度)は、街の東約 3.5 km の、ベーク川がハンメ川に合流する地点の近くにある。この建物は特に、ハンメ低地の野鳥観察に用いられている[22]。
- 2014年に建設された高さ 9 m のノイ＝ヘルゴラント展望塔は、ノイ＝ヘルゴラント近くのハンメ川北岸、ヴォルプスヴェーデ町内に位置している[23]。

### 年中行事
- 2月: 武道シュポルトラー・ミット・ヘルツ
- 4月: アウトベルゼ
- 5月: 家庭用品や園芸用品などのメッセ「プブリカ」
- 6月/7月: 市祭
- 7月: シャルムベックの射撃祭
- 8月: オスターホルツの収穫祭
- 10月: シャルムベックの秋の市
- 11月: VSK のノベンバー舞踏会
- 12月: クリスマスマーケット

### 方言と言語
高地ドイツ語の普及により、オスターホルツ＝シャルムベックでも低地ドイツ語は衰退し、中核市部ではほぼ完全に消滅した。郡内ではまだ低地ドイツ語がかなり使われている。
多くの難民によって、1945年以後東プロイセン訛りやシレジア方言が一時的に広まった。

### 名物料理、食材
この街の独特の料理は特になく、ニーダーザクセン料理が普及している。
この地方の典型的な料理はたとえば、クニップ（ソーセージの一種）を入れたブラートカルトッフェルンや、デザートとしてのローテグリュッツェなどである。
12月から3月初めまで、ケールで作ったグリューンコールエッセンを添えたピンケルヴルストまたはコールヴルスト（ともにソーセージの一種）とザルツカルトッフェルによるコールファールテンが一般的である。
春には様々なバリエーションのアスパラガス料理が好まれる。

## 経済と社会資本
オスターホルツ＝シャルムベック市は、オスターホルツ郡およびブレーメンの北部周辺地域にとって、中心機能の上でも、地方自治の上でも、また経済の上でも重要である。本市の経済構造では、多彩なサービス企業と大規模小売店が大きな割合を占めている。この他に金属加工業や自動車製造業の長年にわたる中小企業の伝統が引き継がれている。

### 地元企業
2017年末時点で従業員数50人以上の会社には以下のものがある。
- AUKOS オートメーション化コンポーネントおよびシステム GmbH
- ベルゴリン GmbH & Co. KG
- Faun 環境技術 GmbH & Co. KG
- LANDMANN GmbG & Co. ハンデルス-KG
- ケーテ・マイヤーホフ家具販売 GmbH
- RITAG リッターフーダー装備 GmbH & Co. 装備工場 KG

### ファウン＝ヴェルク
オスターホルツ＝シャルムベックのビュッシング AG の工場は、1969年にファウン＝ヴェルケに買収された。1973年、Kommunalfahrzeug の製造が完全にこの工場に移された。1973年にはファウン企業全体の組織改革が行われた。オスターホルツ＝シャルムベックの工場は、独立採算の Kommunalfahrzeug 製造グループの利益責任部門となり、この車種の開発、設計、製造、販売、顧客サポートに責任を有することとなった。1976年にヨーロッパ販売網を構築し、輸出活動を拡大した。その後この車種のバリエーションは確実に増加した。たとえば1983年には KUKA環境技術 GmbH とその有名な技術であるゴミ収集車用回転ドラムを買収した。1986年、オーナーファミリーのシュミット家はファウン＝ヴェルケを建設機械メーカーのオーレンシュタイン・ウント・コッペルに売却した。1990年に日本の移動式クレーン・メーカーのタダノがこの工場を買い取り、輸出に大きく依存していた大型トラクター部門を放棄した。2012年からタダノ・ファウン GmbH の下で移動式クレーンの製造と販売が行われている。オスターホルツ＝シャルムベック工場の Kommunalfahrzeug部門は分離され、1994年にキルヒホフ・グループに買収された。1年後にファウン環境技術 GmbH & Co. KG に改名・組織変更がなされた。

### フリッツ・ドレットマン自動車工場
世界恐慌でフレーリヒスヴェルケが倒産した後、オスターホルツ＝シャルムベック駅前の工場を1931年にフリッツ・ドレットマン自動車工場が引き継いだ。土地と工場の建物は、当初は市の所有であったが、その後ドレットマン＝ヴェルクが利用した。国家社会主義の時代、国防軍の 8.8 cm-対空砲の回転台が製造されていた。ドレットマン＝ヴェルクは軍需工場として次第に重要性を増していった。その後、強制労働者の人数は 543人にまで増加した。オスターホルツのこの軍事工場では、あるときには、ロシア人 285人、チェコスロヴァキア人 112人、オランダ人 44人、フランス人 32人、ベルギー人 25人、ポーランド人 2人がバラックに収容されて労働を強いられており、「囚人労働コロニー」と呼ばれた。戦争末期にはイタリア人もドレットマンで働いていたようである。アメリカ軍事政府は1945年5月23日に「ドレットマンス・キャンプ・オスターホルツ」から43人のイタリア人を救出したと報告している。現在は跡形もないこの収容所は不満足な環境であった。
戦後この工場は、アメリカ軍のプロパティー・コントロールからトレーラーの製造許可を直ちに取得した。その後トラックが製造され、造船への参入が試みられた。また、マイヤーホフ社（当時バーンホーフ通り37番地にあった）の最初の家具運搬車がドレットマンで製造された。1950年代末、この会社は資金難に陥った。これは手作業による製造に固執し、工業生産プロセスへの順応を怠ったことが原因であった。この工場は1959年に操業を停止し、1960年代初めにはブレーメン＝ブルクに移転した企業も生産を完全に停止した。

### オスターホルツァー・ライスヴェルケ
オスターホルツァー・ライスヴェルケ（澱粉工場）は、駅近くの線路沿いに位置していた。この工場は、1875年から1976年まで生産を行い、市内、郡内あるいはブレーメンからの何百人もの人に賃金とパンを供給した。従業員は自らを誇らしげに「ライスヴェルカー」と呼んだのだが、会社は彼らに家も供給した。会社の敷地内に1880年にはすでに従業員のための家が建設された。現在も用いられているパップ通りという名称は、この最初の家の壁が黒いルーフィングペーパー (ドイツ語: Dachpappe) で覆われていたことに由来する。

### T-シティー・コンテスト
本市は2007年1月の、いわゆる「T-シティー・コンテスト」の最終選考にノミネートされた。

### 交通
オスターホルツ＝シャルムベックは、鉄道ブレーメン - ブレーマーハーフェン（- クックスハーフェン）線沿線に位置している。ブレーマーフェルデやシュターデ方面に向かうシュターデ - オスターホルツ＝シャルムベック線がここで分岐する。中核市区内には、周辺市区や隣接市町村とを結ぶ路線バスが運行している。オスターホルツ＝シャルムベックでは、ブレーメン＝ニーダーザクセン交通連盟 (NBN) の運賃が適用される。
オスターホルツ＝シャルムベックは、ブレーメンからブレーマーフェルデを経由してシュターデに至る連邦道 B74号線沿いに位置している。市の中心部は、アウトバーン A27号線（ヴァルスローデ - クックスハーフェン）から約 9 km の距離にある。

#### モーアエクスプレス
1909年6月23日に開通したブレーマーフェルデ＝オスターホルツ鉄道 (BOE) のシュターデ - オスターホルツ＝シャルムベック線は、1911年にトイフェルスモーア、ヴォルプスヴェーデ、ブレーマーフェルデとの間の定期運行を始めた。モーアエクスプレスの旅客運行は1978年3月18日にバス運行に切り替えられ、VBN設立に伴いこれに組み込まれた。特別列車（夏季の週末のみ）の運営は、11月から4月は保守管理がなされ、2006年5月以降かつての路線を延長してブレーメンとシュターデを起点/終点として10月までの週末および祝日ごとに4本の運行が行われる夏季定期プランが運行されるようになった。

#### 港と港運河
1765年から1766年に、泥湿地管理官ユルゲン・クリスティアン・フィンドルフの指導下で、オスターホルツ港運河が建設された。この運河は全長約 2 km で、街外れの船だまりに存在している。この港と運河は、現在、スポーツボートやモーターボールが利用するだけで、高いレジャーポテンシャルを示している。

### 郵便
オスターホルツには1665年7月5日から公式な郵便が通っていた。ドイツポストの最後の支店は、マルクト広場沿いのフォルクスバンクの向かい側にあった。他の全ての市内にそれまであった施設は事前に放棄されていた。マルクト広場の支店は外部委託で運営されている。

### メディア
- 「ヴェーザー＝クリーア」の別紙「オスターホルツァー・クライスブラット」
- 「オスターホルツァー・アンツァイガー」
- 「ハンメ・レポート」（ブレーメンの「ヴェーザー＝レポート」の地域版）

### 教育
基礎課程学校:
- メンケシューレ
- ベートーヴェンシューレ
- フィンドルフシューレ
- 自由ヴァルドルフ学園リンデンシュトラーセ[31]
- 地区ごとの学校（ブッシュハウゼン地区、ハイルスホルン地区、オーレンシュテット地区、ペニヒビュッテル地区、ザントハウゼン地区、シャルムベックストーテル地区、）

本課程学校、実科学校:
- レルンハウス・イム・キャンパス（オーバーシューレ）

総合学校、ギムナジウム:
- ブッシュハウゼンの統合型総合学校 (IGS)
- ギムナジウム・オスターホルツ＝シャルムベック（1960年創立）
- 自由ヴァルドルフ学園リンデンシュトラーセ[31]
- 経済職業ギムナジウム (BBS)
- 技術職業ギムナジウム (BBS)
- 健康および社会福祉職業ギムナジウム (BBS)

職業訓練学校:
- オスターホルツ＝シャルムベック職業訓練学校 (BBS)
- ウプマンシェ・ヴィラ・老人介護職業専門学校および卒後教育センター

養護学校:
- シューレ・アム・クロスタープラッツ

その他の学校:
- オスターホルツ＝シャルムベック市民大学
- オスターホルツ郡立音楽学校 e.V.
- ガルルシュテットの連邦軍兵站学校
- オスターホルツ教育工房 e.V.

### 社会福祉施設
オスターホルツ＝シャルムベックは、救急病院の所在地である。それは自治体が運営するオスターホルツ郡立病院である。

## 人物

### 出身者
- ヘルベルト・ベーレンス（ドイツ語版、英語版）（1954年 - ）労働運動家、左翼党の政治家
- ボド・ラメロウ（1956年 - ）左翼党の政治家
- ローラント・バール（ドイツ語版、英語版）（1965年 - 2018年）ボート競技選手（1992年バルセロナオリンピック銅メダル、1996年アトランタオリンピック銀メダル）、機械製造技師

### ゆかりの人物
- ヴィリー・クヴァトフリーク（ドイツ語版、英語版）（1914年 - 2003年）舞台俳優。オスターホルツ＝シャルムベックで亡くなった。
- レイラ・イムレット（ドイツ語版、英語版）（1987年 - ）トルコのクルド人政治家。9歳から17年間オスターホルツ＝シャルムベックの親類の家で育った。

## 関連図書
- Friedrich Kühlken (1950). Zwischen Niederweser und Niederelbe – Eine Heimatkunde des Landes Bremen und des Niedersächsischen Regierungsbezirks Stade. Osterholz-Scharmbeck
- Jürgen Meyer-Korte; Rolf Metzing (1979). Osterholz-Scharmbeck: Picture and Development of a City. Osterholz-Scharmbeck: Saade
- Johann Segelken (1987). Osterholz-Scharmbecker Heimatbuch. Osterholz-Scharmbeck: Saade. ISBN 978-3-922642-18-3
- Ernstheinrich Meyer-Stiens (2000). Heimliche Hauptstraße, die Bahnhofstraße in Osterholz-Scharmbeck 1865 – 1929 – 1945 – 1999. Menschen, Ereignisse und Innenansichten einer norddeutschen Kleinstadt. Osterholz-Scharmbeck: Saade. ISBN 978-3-922642-40-4
- Reelf Menckhoff (2004). Chronik von Osterholz-Scharmbeck. Von den Anfängen bis 1929. 1. Stadt Osterholz-Scharmbeck
- Hans-Cord Sarnighausen (2015). “Amtsjuristen von 1717 bis 1866 in Osterholz bei Bremen”. Genealogie (Verlag Degener Insingen) (1):  367–390.
- Ilse Schröder; Sonja K. Sancken; Horst Böttjer: Jüdische Bürgerinnen und Bürger in Osterholz-Scharmbeck : Schicksale in der Zeit des Nationalsozialismus 1933-1945. Eine Dokumentation – 70 Jahre nach Ende des II. Weltkrieges (2015). Osterholz-Scharmbeck

### 訳注
1. ↑  ドイツ語: Geestは、特に北海沿岸の砂地の土地である。
2. ↑  ドイツ語: Flecken、都市機能を一部備えたやや大きな町を意味する
3. ↑  T-City は、選ばれた都市にドイツテレコムが人、資材、資金を提供し、高性能のインフラストラクチャを整備するドイツテレコムのプロジェクトである。